# The Korea Herald
The Korea Herald là nhật báo tiếng Anh được thành lập vào năm 1953 và được xuất bản tại Seoul, Hàn Quốc. Ban biên tập của tờ báo bao gồm các nhà văn và ký giả người Hàn Quốc và quốc tế, ngoài ra các tin tức còn được các hãng thông tấn quốc tế đưa lại ví dụ như AP.
The Korea Herald do Herald Media sở hữu. Herald Media ngoài ra còn xuất bản The Herald Business, một nhật báo kinh doanh tiếng Hàn, The Junior Herald, một tuần báo tiếng Anh cho thiếu niên, The Campus Herald, một tuần báo tiếng Hàn cho sinh viên.
The Korea Herald là thành viên của Asia News Network.

## Lịch sử

### The Korean Republic
The Korea Herald bắt đầu xuất bản từ tháng 8 năm 1953 với ten gọi The Korean Republic, một nhật báo tiếng Anh khổ nhỏ với 4 trang. Năm 1958, The Korean Republic phát hành số kỉ niệm 5 năm thành lập với 84 trang, số trang nhiều nhất trong một số báo tại Hàn Quốc. Năm 1962, The Korean Republic phát hành phụ trương giáo dục hàng ngày đầu tiên của mình và khai trương Viện Ngôn ngữ Đại Hàn Dân Quốc (the Korea Herald Language Institute).

### The Korea Herald
Sau đó đến năm 1965, The Korean Republic được đổi tên thành The Korea Herald. Năm 1973, The Korea Herald mởi văn phòng đại diện tại Los Angeles, Hoa Kỳ. Năm 1975, The Korea Herald đã giới thiệu hệ thống sắp chữ trên máy vi tính đầu tiên của Hàn Quốc. Năm 1982, phiên bản nhật báo quốc tế của The Korea Herald được phát hành với 8 trang khổ nhỏ.

### Internet
The Korea Herald đã mở trang thông tin điện tử của mình vào năm 1995. Năm 1996, quá trình xuất bản The Korea Herald được đưa vào máy tính. Năm 1997, công ty cho kahi trương trang thông tin chính thức của Thế vận hội Sinh viên Mùa đông lần thứ 17. Năm 1997, Korea Telecom đã lựa chọn The Korea Herald là đối tác dữ liệu công cộng chính thức. Trường học Herald School đầu tiên, một trung tâm giáo dục tiếng Anh nhượng quyền cho trẻ em, được mở từ năm 2000 với tên gọi Herald Academy Inc. Đến tháng 8 cùng năm, The Korea Herald bắt đầu phát hành với 20 trang báo.

### The Junior Herald
Năm 2004, Herald Media giành được quyền quản lý Seoul English Village, một trường học trong môi trường tiếng Anh được chính quyền thành phố Seoul thành lập. Đến cuối năm, The Junior Herald, một tờ báo tiếng Anh cho nhi đồng cũng được xuất bản.

### "Insight into Korea"
The Korea Herald cho ra mắt loạt sách vào năm 2007 để đánh dấu 20 năm cuộc nổi dậy vào tháng 6 năm 1987, đưa Hàn Quốc tiến lên dân chủ. Mục đích của việc này là để trình bày những phân tích toàn diện về sự biến đổi của xã hội Hàn Quốc trong suốt hai thập kỉ vừa qua.
The Korea Herald đã xuất bản 8 cuốn sách trong loạt sách này: Insight into Korea, Social Change in Korea, Political Change in Korea, A New National Strategy for Korea, Korean Wave, Big Bang in Capital Market, Financial Industry at a Crossroads và Insight into Dokdo.